# یونکرس دی.۱
یونکرس دی. ۱ (به انگلیسی: Junkers D.I) یک هواگرد ساختِ کارخانهٔ یونکرس در کشور آلمان است. نخستین استفاده‌کنندهٔ این هواپیما نیروی دریایی امپراتوری آلمان بوده‌است. این هواگرد برای نخستین بار در ۱۷ سپتامبر ۱۹۱۷ میلادی مورد استفاده قرار گرفت.